# Fläckig tofslilja
Fläckig tofslilja (Eucomis bicolor) är en art i familjen sparrisväxter och kommer ursprungligen från Sydafrika. Arten odlas som krukväxt i Sverige.